# Gliese 505
Gliese 505 è una stella binaria distante 36,6 anni luce dal Sistema solare, situata nella costellazione della Chioma di Berenice, a meno di 2º da Alfa Comae Berenices (Diadem).
La componente principale del sistema è una nana arancione di classe spettrale K1V avente una massa 0,79 volte quella del Sole, la secondaria è una nana rossa di classe M1V, con massa 0,55 volte quella solare. Le due stelle sono separate da 7,2 secondi d'arco, il che implica una distanza reale di 81 UA. La metallicità della primaria, secondo Anderson (2012), è di molto inferiore rispetto a quella del Sole, mentre la luminosità è pari al 35% rispetto a quella solare.
La stella più vicina a Gliese 505 è una debole nana rossa, DT Virginis, a 4,4 anni luce, mentre a poco meno di 6 anni luce si trova Mufrid, che a quella distanza brillerebbe di magnitudine -1,38. La stella più luminosa del cielo sarebbe però di gran lunga Arturo, che dista 9 a.l. e avrebbe una magnitduine di -3,10. Particolarmente brillante sarebbe anche Denebola, che a 13 a.l. brillerebbe di magnitudine -0,02, quarta stella più luminosa vista dal sistema di Gliese 505, dopo Arturo, Mufrid e Canopo.
Nomenclature alternative sono: HD-115404, HIP-64797, LHS-2713/2714, SAO-100491.